# 海蘭鎮區 (明尼蘇達州瓦巴沙縣)
海蘭鎮區（英語：Highland Township）是位於美國明尼蘇達州瓦巴沙縣的一個行政鎮區。

## 歷史
海蘭鎮區於1858年成立，原名史密斯菲爾德鎮區（Smithfield Township），因其位處相對較高海拔而得名。

## 地方資料
海蘭鎮區的面積為92.73平方千米，當中陸地面積為92.51平方千米，而水域面積為0.22平方千米。根據2020年美國人口普查的數據，當地共有人口446人，而人口密度為每平方千米4.81人。